# Station Rose Grove
Rose Grove is een spoorwegstation van National Rail in Burnley in Engeland. Het station is eigendom van Network Rail en wordt beheerd door Northern Rail. 